# Glenda León
Glenda León (L'Avana, 1976) è un'artista cubana che opera nel campo del disegno, della video art, delle installazioni e della fotografia.
León è interessata "all'incontro tra il visibile e l'invisibile, tra il suono e il silenzio, tra l'effimero e l'eterno".

## Biografia
Glenda León nasce all'Avana, Cuba nel 1976. Inizia gli studi di arti visive nel 1988 presso la Scuola 20 Ottobre dell'Avana. Studia filologia all'Università dell'Avana, dove si laurea in Storia dell'Arte nel 1999. Nel 2007 consegue il Master in Arte dei Nuovi Media presso l’Academia di Arte Superiore e Nuovi Media di Colonia, Germania. Studia inoltre balletto classico al Centro Prodanza di Cuba per dieci anni (1990–1999). Sin dall'inizio i lavori di León appaiono innovativi nel contesto dell'arte cubana per il suo particolare approccio all'arte concettuale. Nelle sue opere utilizza materiali insoliti come fiori naturali e artificiali, capelli e gomme da masticare, inoltre realizza spesso installazioni audio e video.
Il lavoro di León è riconosciuto a livello internazionale, ha infatti ottenuto il premio della Pollock-Krasner Foundation e residenze presso il Couvent des Recollets e la Foundation Brownstone a Parigi, e la Darling Foundry a Montréal. Le sue opere sono state acquisite dalle collezioni permanenti di musei internazionali fra cui il Centro Pompidou, il Museo delle Belle Arti di Montréal e lo Houston Museum of Fine Arts. Esse sono state inoltre recensite da importanti riviste d'arte fra cui Bomb Magazine, ArtNexus e ArtForum. Tra i suoi lavori più noti ricordiamo Mundo interpretado, Tiempo perdido, Ascension silencieuse, Huella cósmica e i video Inversión, Cada respiro e Destino.
Il suo spettacolo del 2012, Listening to Silence, si concentra sullo scorrere del tempo e sul silenzio tra le note musicali. León pone numerosi carillon sulle pareti della sala e scrive su ognuno il nome di una diversa divinità. Al centro un grande mucchio di sabbia con una clessidra in cima rappresenta il tempo perduto. Nel 2013 i curatori Jorge Fernández Torres e Giacomo Zaza chiamano León a esporre al padiglione cubano della Biennale di Venezia, dove presenta Music of the Spheres, un carillon sospeso su un’immagine del sistema solare in cui all'orbita di ogni pianeta è sovrapposto un pentagramma. Le note musicali associate ai pianeti creano una sinfonia, e intorno alla stanza statue di divinità greche ascoltano in silenzio la musica delle sfere.
L'opera del 2004 Habitat è un letto coperto da un tappeto di erba artificiale su uno sfondo che rappresenta il cielo. Sulle federe sono stampate immagini di rocce, e sulle lenzuola immagini di terra. Infine, sulla parete opposta al letto è appesa l'opera Noche de fantasia, che rappresenta un cielo stellato in cui le stelle sono composte da orecchini di zircone. Dieci anni dopo Habitat e Noche de fantasia sono scelte dal curatore Gerardo Mosquera per essere esposte nella mostra Perduti nel paesaggio presso il Museo d'arte moderna e contemporanea di Trento e Rovereto, dal 5 aprile al 31 agosto 2014.
Vive e lavora a Madrid, in Spagna.

## Mostre personali
- Shapes of the Instant, Centro Desarrollo de las Artes Visuales, L'Avana, Cuba, 2001
- Magical Realities, Galería 23 y 12, L'Avana, Cuba, 2003
- Flight of Reason, Galerie m:a contemporary, Berlino, Germania, 2005
- El Ir y Venir de la Permanencia (Inner Sea), Centre d'Art Contemporain Optica, Montréal, Canada, 2006
- Mar Interno, Le Plateau Espace Expérimental, Parigi, Francia, 2007
- Flight of Reason, Centro de Desarrollo de las Artes Visuales, L'Avana, Cuba, 2008
- Un Ruido Azul, Galeria Habana, L'Avana, Cuba, 2010
- Delirios, Galerie Dominique Fiat, Parigi, Francia, 2010
- Blue Noise, Galerie Pierre-François Ouellette Contemporain, Montreal, Canada, 2010
- Escuchando el Silencio, Galeria MagnanMetz Projects, New York, Stati Uniti, 2012
- Delirios, Biennale dell'Avana, Cuba, 2012
- Sueño de Verano, Biennale dell'Avana, Cuba, 2012
- Bruit Bleu, Chateau des Adhemar, Montélimar, Francia, 2013
- Hacia el Silencio, Galería Senda, Barcellona, Spagna, 2014